# Jesper Hansen (Sportschütze)
Jesper Hansen (* 19. November 1980 in Bjergsted) ist ein dänischer Sportschütze.

## Erfolge
Jesper Hansen, der für den Københavns Flugtskydnings Klub antritt, nahm an drei Olympischen Spielen im Skeet teil. 2012 verpasste er in London mit 113 Punkten als 26. deutlich die Qualifikation für das Finale. Bei den Olympischen Spielen 2016 in Rio de Janeiro zog er mit einem Olympiarekord von 121 Punkten ins Halbfinale ein, nachdem er sich im Stechen ebenso wie Gabriele Rossetti gegen drei weitere Konkurrenten durchgesetzt hatte. Im Halbfinale schied er dann jedoch mit 14 Treffern als Fünfter aus. Im Stechen um den Finaleinzug unterlag er Abdullah al-Rashidi. Bei den 2021 ausgetragenen Olympischen Spielen 2020 in Tokio gelang es Hansen erneut, nach dem Stechen das Finale zu erreichen. In diesem blieb Hansen bis zum Ende im Rennen um den Olympiasieg und musste sich erst in der letzten Serie dem US-Amerikaner Vincent Hancock geschlagen geben, womit Hansen die Silbermedaille gewann.
2013 wurde Hansen in Lima im Einzel Weltmeister, zudem nahm er, ohne Medaillenerfolg, an den Europaspielen 2015 in Baku und 2019 in Minsk teil. 2015 verlor er das Duell um die Bronzemedaille gegen Marko Kemppainen, 2019 verpasste er als Zehnter das Finale.